# Age of Empires: World Domination
Age of Empires: World Domination era un videojuego de estrategia en tiempo real desarrollado por KLab Games y Microsoft como parte de la serie de videojuegos Age of Empires y lanzado en 2015 en países seleccionados para los sistemas operativos iOS y Android. El juego se anunció por primera vez en 2013 como una nueva entrada móvil en la serie Age of Empires. Se cerró en noviembre de 2016.
Age of Empires: World Domination presentó ocho civilizaciones históricas, administración de recursos, una variedad de héroes, exploración e investigación tecnológica, de manera similar a los juegos de PC de la serie. Además, una civilización adicional, los coreanos, se agregó más tarde al juego. El juego hizo uso de los cuatro recursos de madera, comida, oro y piedra, y tenía edificios como el cuartel, el campo de tiro con arco y el molino, y el avance a través de las edades con un árbol tecnológico asociado.